# 天字码头
天字碼頭，俗稱「廣州第一碼頭」，位於廣州市越秀區人民街道沿江中路及北京路交界，有渡輪渡過珠江來往對岸海珠區的紡織碼頭及提供水上巴士服务，現除了用于渡江外，最大的用途是用于旅游觀光。在天字碼頭的遊船有信息時報號、廣東電台號、花城明珠號、珠水明珠號、珠江明珠號、翡翠號、天字一號、天字三號和銀鷗遊艇等。

## 历史
于清雍正年间（1723年－1735年）形成，天字碼頭在清代時是專為迎送北京官員而設，是目前廣州使用歷史最久的碼頭。附近的接官亭（現在是北京南路的一條巷）正是當時迎接官員的地點。1839年林则徐到广东禁烟在此上岸，孙中山也曾在此坐船逃往香港。
天字码头以北曾设有刑场（故名“杀人地”，今名“法场地”），清朝官府在此处决犯人。

## 码头位置
- 下表仅显示码头位置用，各码头间没有航线相连

## 鄰近建築
- 黃埔軍校同學會舊址
- 海珠广场